# المدينة البيضاء (تل أبيب)
المدينة البيضاء - الحركة العصرية (بالألمانية: Weiße Stadt ؛ بالعبرية: העיר הלבנה) منطقة تم بناؤها ضمن مدينة تل أبيب بعد هجرة الكثير من المعماريين الأوربيين إلى فلسطين أيام الانتداب البريطاني، وتحديداً الثلاثينات وحتى الخمسينات من القرن العشرين، بعد أن تم إنشاء تل أبيب في ضواحي مدينة يافا الفلسطينية عام 1909.
لقد تم بناء المدينة البيضاء حسب مخطط مدني وضعه السير باتريك جيديس، ويعكس مبادئ التنظيم المُدني العضوي العصري. وقد صمّم الأبنيةَ مهندسون معماريون يهود وفدوا إلى المدينة بعد أن تعلّموا المهنة ومارسوها في بلدان متعددة من أوروبا، وخصوصاً في ألمانيا. وفي ذاك المكان وفي ذاك الإطار الثقافي الجديد، حققوا مجموعة هندسية مميزة خاصة بالحركة العصرية.
تم إدراج المدينة البيضاء في تل أبيب على لائحة التراث العالمي التابعة لليونسكو في عام 2003، كواحدة من أهم النماذج المعمارية ذات الطراز الدولي.

## العمارة

المناطق الثلاث المحمية في تل أبيب.

يوجد بتل أبيب أكثر من 4000 من مباني مدرسة الباوهاوس المعمارية، وهو السبب الذي جعل اليونسكو تصنفها مدينة تراث عالمي. وقد حصلت تل أبيب على هذا اللقب من كثرة واجهات الباوهاوس البيضاء، التي ارتفع عددها في الثلاثينات من القرن الماضي. هذه الحركة المعمارية التي ولدت في أوروبا الوسطى - والتي تُعتبر أحد مدارس الطراز الدولي في العمارة، جاءت كنمط جديد مغاير للمباني التي تصل إلى السماء الزرقاء في مدينة توجد في الشرق الأوسط و تقع على البحر المتوسط.

## معرض الصور

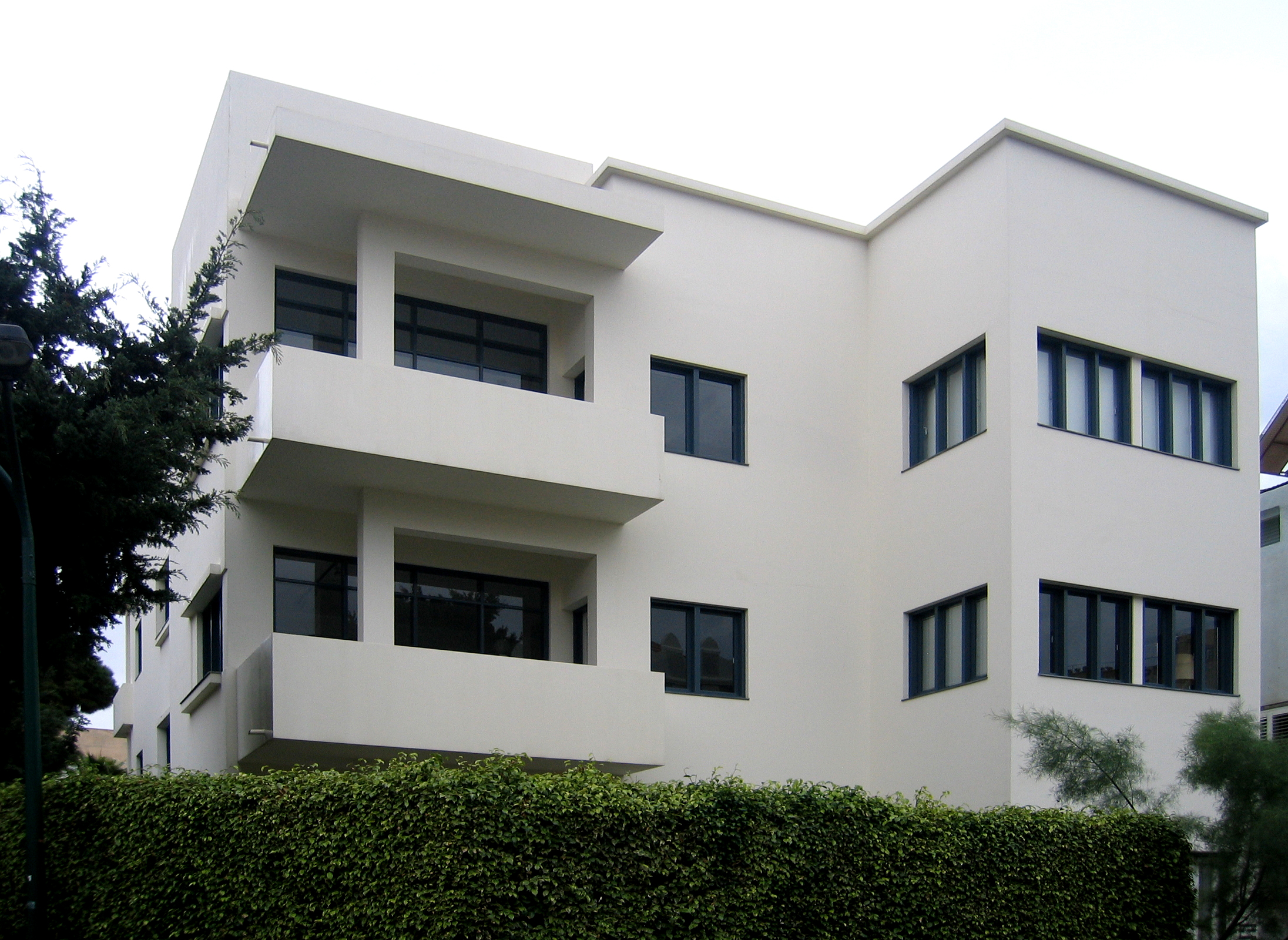
متحف باوهاوس تل أبيب
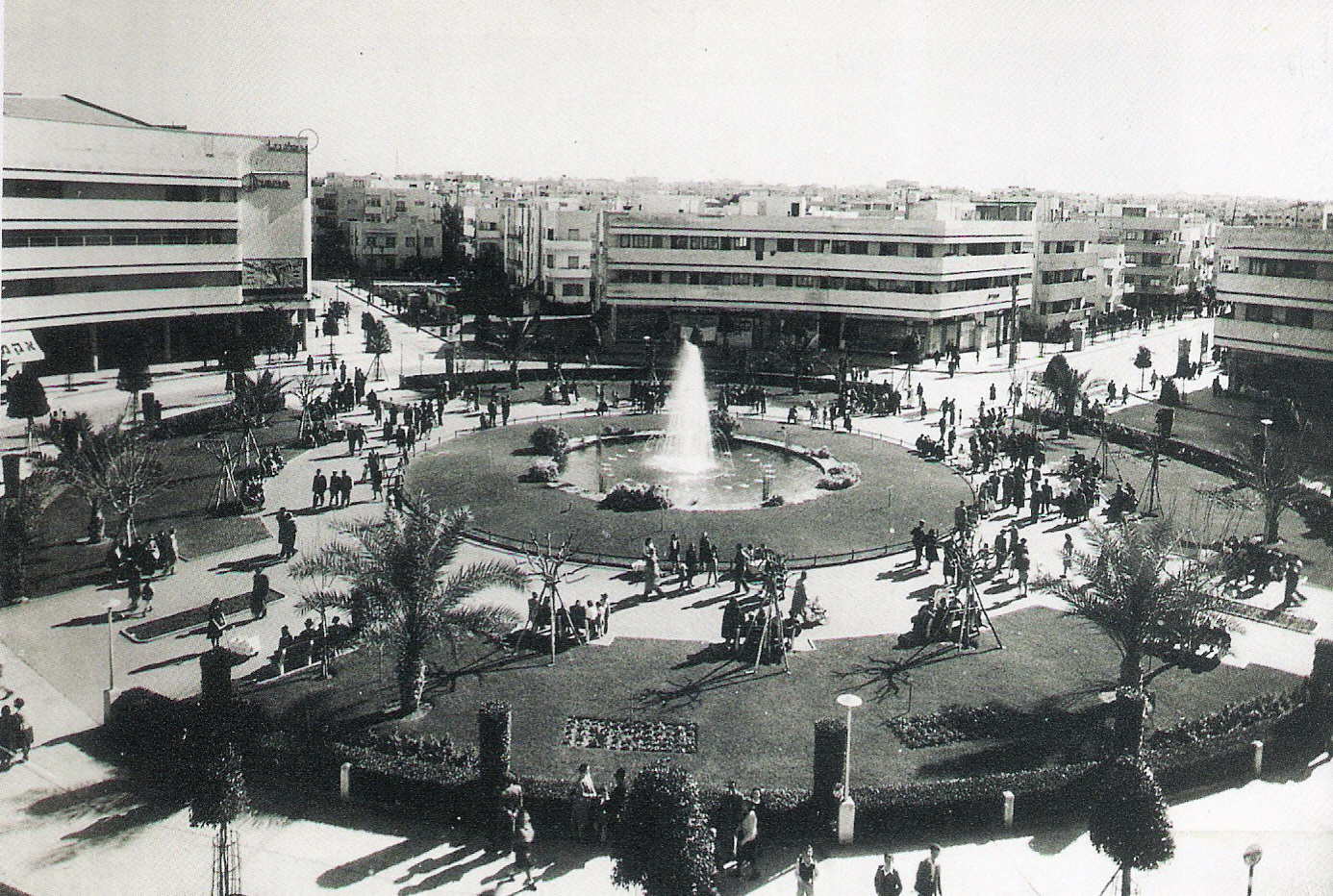
المدينة البيضاء في الأربعينيات
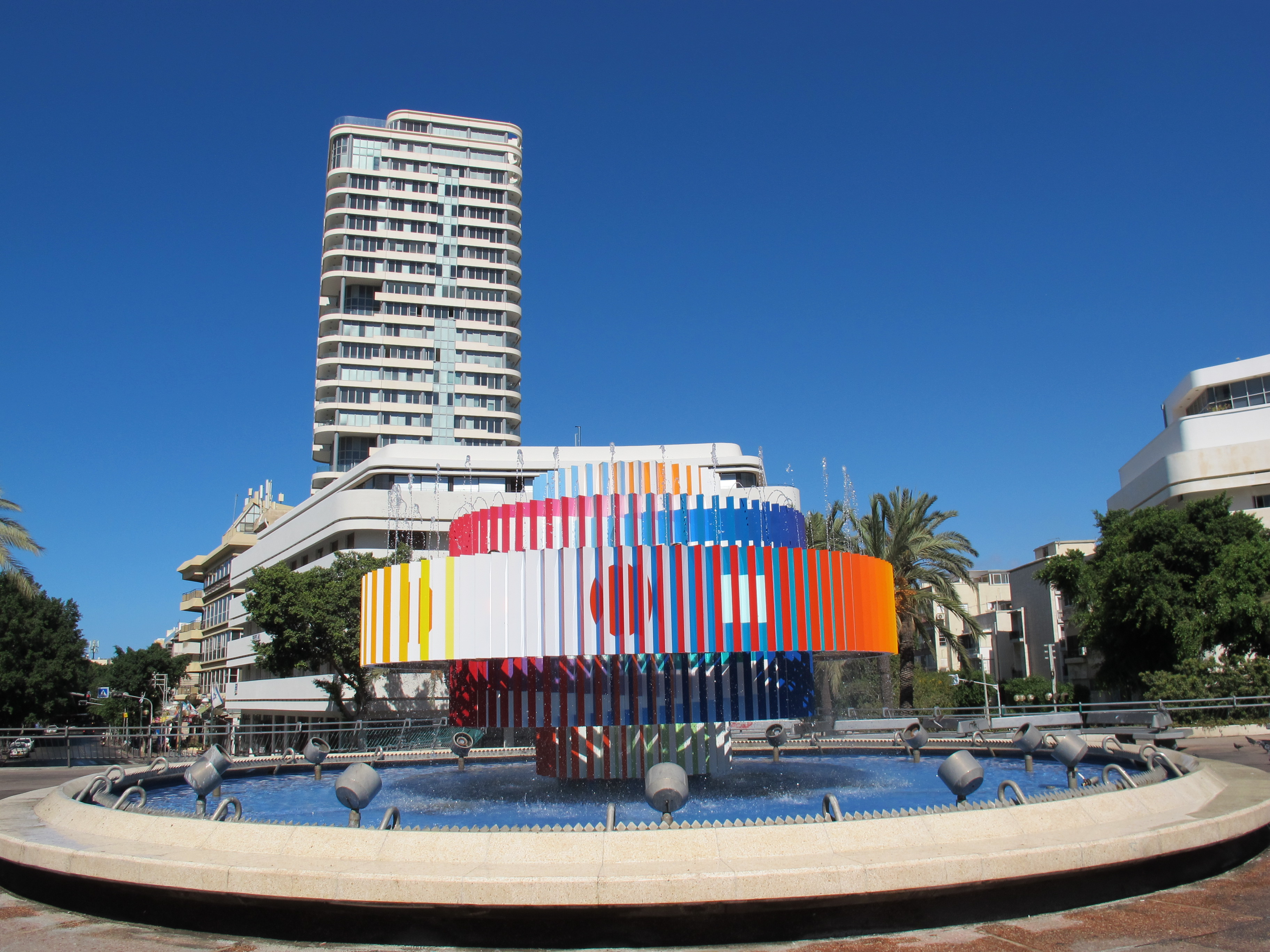
أحد ساحات المدينة
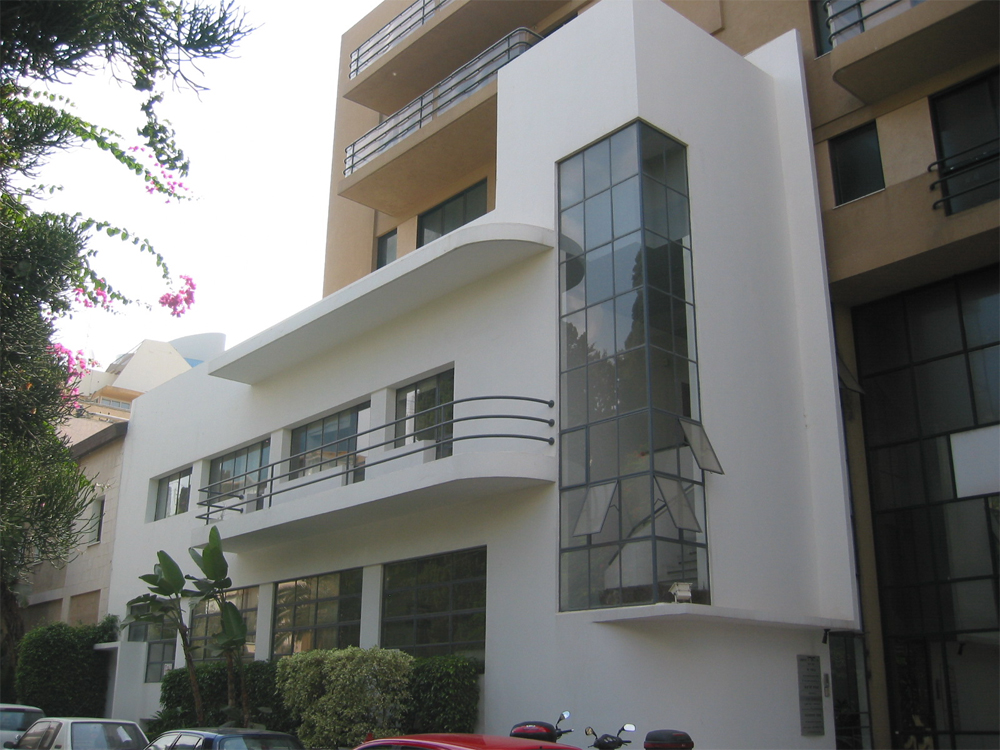
نموذج من مباني المدينة

## وصلات خارجية
- باوهاوس في تل أبيب
- موقع تابع لبلدية تل أبيب